# Iowa Energy 2014-2015
La stagione 2014-15 degli Iowa Energy fu l'8ª nella NBA D-League per la franchigia.
Gli Iowa Energy arrivarono terzi nella Central Division con un record di 26-24, non qualificandosi per i play-off.

## Roster
| N° | Naz.                   | Ruolo | Sportivo               | Anno | Alt. | Peso |
| -- | ---------------------- | ----- | ---------------------- | ---- | ---- | ---- |
| 7  | Stati Uniti (bandiera) | G     | Chris Allen            | 1988 | 191  | 93   |
| 9  | Stati Uniti (bandiera) | G     | Kalin Lucas            | 1989 | 185  | 88   |
| 10 | Stati Uniti (bandiera) | G     | Mike McCall            | 1991 | 183  | 82   |
| 11 | Stati Uniti (bandiera) | G     | Diante Garrett         | 1988 | 193  | 86   |
| 11 | Stati Uniti (bandiera) | G     | Kendrick Perry         | 1992 | 183  | 82   |
| 14 | Stati Uniti (bandiera) | G     | Chris Hines            | 1990 | 183  | 84   |
| 14 | Stati Uniti (bandiera) | G     | Russ Smith             | 1991 | 183  | 77   |
| 15 | Stati Uniti (bandiera) | A     | Larry Owens            | 1983 | 201  | 95   |
| 17 | Stati Uniti (bandiera) | G     | Jordan Adams           | 1994 | 196  | 100  |
| 18 | Stati Uniti (bandiera) | A     | Tyrus Thomas           | 1986 | 206  | 102  |
| 19 | Stati Uniti (bandiera) | G     | Patrick Christopher    | 1988 | 196  | 95   |
| 20 | Stati Uniti (bandiera) | G     | Marcus Hall            | 1985 | 185  | 86   |
| 20 | Stati Uniti (bandiera) | G     | Malik Smith            | 1990 | 188  | 77   |
| 21 | Stati Uniti (bandiera) | GA    | Damien Wilkins         | 1980 | 198  | 102  |
| 22 | Stati Uniti (bandiera) | C     | Josh Warren            | 1988 | 206  | 100  |
| 23 | Stati Uniti (bandiera) | AC    | Jarrid Famous          | 1988 | 211  | 109  |
| 23 | Stati Uniti (bandiera) | GA    | Jordan Hamilton        | 1990 | 201  | 100  |
| 24 | Stati Uniti (bandiera) | A     | Ferrakohn Hall         | 1990 | 203  | 100  |
| 32 | Stati Uniti (bandiera) | A     | Jarnell Stokes         | 1994 | 206  | 119  |
| 33 | Stati Uniti (bandiera) | C     | Hassan Whiteside       | 1989 | 213  | 118  |
| 34 | Stati Uniti (bandiera) | AC    | Willie Reed            | 1990 | 208  | 100  |
| 50 | Stati Uniti (bandiera) | A     | Pierre Henderson-Niles | 1987 | 203  | 136  |

## Staff tecnico
- Allenatore: Bob Donewald
- Vice-allenatori: Bruce Wilson, Matt Woodley
- Preparatore atletico: Betsy Knecht